# Соматоагнозия
Соматоагнозия (др.-греч. σῶμα — тело, ἄ — частица отрицания, γνῶσις) — понятие, определяющее агнозии, которые проявляются в нарушении чувства обладания и нарушении чувства представления о схеме тела. Термин «соматоагнозия» относится к нарушениям узнавания собственного тела.

## История
Первоначально считалось, что соматоагнозия возникает по причине нарушений соматопсихики (Wernicke, 1906). Далее А. Пик (Pick, 1922) предложил термин «схема тела» — пространственный образ тела, состоящий из первичных сенсорных комплексов (Hecaen & Albert, 1978). Шилдер подчеркивает отражение в схеме тела всего объема нашего внутреннего и внешнего опыта, происходящее благодаря синтезу многочисленных сенсорных впечатлений — тактильных, зрительных, вестибулярных (Schilder, 1923). Ван Богерт (Van Bogert, 1934) и Жан Лермитт (Jean Lhermitte, 1939) подчеркивают независимость схемы тела от тактильной и глубокой чувствительности.

## Типы соматоагнозий
- Анозогнозия — это недостаточная осведомлённость о специфическом дефиците сенсорных, перцептивных, моторных, аффективных или когнитивных функций либо недооценка такого дефицита[7].
  - анозогнозия гемиплегии — неосознавание и отрицание наличия одностороннего паралича или пареза[8];
  - анозогнозия слепоты (синдром Антона — Бабинского) — неосознавание и отрицание наличия слепоты. При этом конфабуляторные зрительные образы воспринимаются как настоящие. Анозогнозия слепоты является редким симптомом повреждения головного мозга в затылочной доле. Синдром назван в честь неврологов Габриэля Антона и Жозефа Бабинского[9];
  - анозогнозия афазии — расстройство, при котором больные афазией не замечают своих ошибок, даже если их речь совершенно неразборчива[10].
- Аутотопагнозия — расстройство, при котором возникает нарушение в оценке и узнавании тела и его частей, а также нарушение в оценке положения отдельных частей тела в пространстве[11].
  - аутотопагнозия гемикорпа (гемисоматоагнозия) — игнорирование части тела при частичной сохранности её функций. Например, при полной или неполной сохранности движений в руке и ноге, больной не пользуется ими для осуществления разнообразных действий. Он «забывает» о них, игнорирует их существование, не включает в работу. Это игнорирование относится только к левой половине тела (у правшей). В тяжёлых случаях у больного возникает чувство отсутствия левой половины тела[12];
  - соматопарагнозия — восприятие поражённой части тела как чужеродной. Больной испытывает ощущение, что часть его тела принадлежит другому человеку, либо часть тела является предметом. В некоторых случаях возникает ощущение, что тело разделено на две половины, что голова, рука или нога отделены от туловища[13].
  - микросоматогнозия — переживание собственного тела как меньшего по размерам. Термин был введен в 1963 году голландским неврологом Джозефом Антониусом Марией Фредериксом для обозначения расстройства схемы тела, при котором тело, частично или полностью, воспринимается как непропорционально маленькое. Когда задействовано все тело используется выражение «микросоматогнозия всего тела». Когда состояние ограничено одной или несколькими частями тела, используется термин «частичная микросоматогнозия». Микросоматогнозия может проявляться как отдельный симптом, как часть группы симптомов, называемых «Синдром Алисы в Стране чудес», или как часть группы симптомов, обозначаемых как «шизофрения»[14].
  - макросоматогнозия — переживание собственного тела как большего по размерам. Чаще всего наблюдается у пациентов с пароксизмальными церебральными нарушениями, такими как эпилепсия и мигрень[14].
  - соматическая аллостезия — состояние, при котором пораженный индивид верит и получает сенсорную информацию от конечностей тела, которые на самом деле не существуют и никогда не существовали. Наиболее часто это касается левых конечностей, особенно левой руки (псевдополимелия)[15].
  - аутотопагнозия позы — расстройство, при котором больной не может определить, в каком положении находятся части его тела (поднята или опущена его рука, лежит он или стоит и т. п.). Больные затрудняются в копировании положения руки по отношению к лицу, не могут точно скопировать положение указательного пальца врача по отношению к лицу. Сходные затруднения наблюдаются у тех же больных при узнавании и копировании разных по ориентации положений кистей рук по отношению друг другу, демонстрируемых врачом. Во всех этих заданиях элементы праксиса позы очень тесно связаны со схемой тела и её узнаванием[7];
  - нарушение ориентировки в правом-левом — больной не узнает, какая из двух его рук или ног правая, а какая левая, не может показать правый глаз или левое ухо. Затруднения возрастают, если больной должен определить правую и левую стороны, показать правую или левую руку (глаз) на теле врача, сидящего напротив. Особенно трудным становится выполнение этого задания, если врач скрестит руки на груди.
  - пальцевая агнозия (синдром Герстмана) — расстройство, при котором больной не может указать на своей руке палец, который показывает у себя на руке врач, особенно если при этом врач меняет положение руки. Наиболее часто ошибки узнавания отмечаются для II, III и IV пальцев как правой, так и левой руки. Признаков соматоагнозии для других частей тела обычно не наблюдается.

## Локализация
Анатомические данные указывают на участие теменной доли почти во всех опубликованных случаях различных типов соматоагнозии, включая соматические иллюзии и галлюцинации. В некоторых случаях также наблюдалось расширение очагов поражения, прежде всего в прилегающих затылочной и височной областях.Однако недавние нейровизуальные и электрофизиологические исследования показывают, что осознание своего тела и частей своего тела связаны с премоторной корой обоих полушарий. Следовательно, соматоагнозия также может быть связана с повреждением правой премоторной коры.